# お掃除戦隊くりーんきーぱー
『お掃除戦隊くりーんきーぱー』（おそうじせんたいくりーんきーぱー）は、アイディアファクトリー・ルピナスから2008年4月24日に発売されたWii用アドベンチャーゲームである。
2009年10月1日には新キャラや新システム等の追加されたPlayStation 2版『お掃除戦隊くりーんきーぱーH』（おそうじせんたいくりーんきーぱーはいぱ〜）が発売された。
ルピナスブランドの第1弾ソフト。キャラクターデザインは不明。Wiiの限定版にはお掃除戦隊の精霊たちのそれぞれのラバーピンズとストラップのセットとお掃除戦隊のヒロインキャラクター達のボイスを収録した「心の汚れをきれいきれいCD」、予約特典には春日野麻里子のオリジナルSDラバーマスコットが付属している。

## ストーリー
高天原高校に通う高校二年生の主人公・源九朗はクラス委員を決める日に欠席してしまった為に美化委員長に任命されてしまう。ある日廊下を掃除していると、お掃除を司る精霊・まりーが現れる。まりー曰く、美化委員長の九朗は学園を汚そうと企んでいる悪の組織・ゴワルスキーに対抗する力を持つのは、精霊と契約を交わしたお掃除戦士・くりーんきーぱーだけ。その一員としてお掃除精霊と契約できる女の子を探し出し、学校を汚すゴワルスキーの野望を阻止する使命を負っているのだという。
こうして、九朗のくりーんきーぱー隊員とお掃除精霊探しが始まるのであった。

## 概要
プレイヤーは主人公の九朗を操作し、校内を探索してお掃除精霊とそのパートナーを探す。途中、イベントによりアクションパートの防御ターンで使用可能なアイテムが手に入る場合がある。
ストーリーが進むと、校内を汚すゴワルスキーのメンバーから戦闘を挑まれアクションパートへ移行。アクションパートはターン制のバトルで、攻撃ターンではゴワルスキー側に、防御ターンでは隊員側に付いた汚れをWiiリモコンを使って様々な動作をしながら落として行く。
アクションパートのクリア後は「ごほうびCG」が表示されるが、このCGは色気要素が強いものになっている。入手した「ごほうびCG」はタイトル画面のメニューでおまけ→CG鑑賞を選択することによりいつでも見られる他、1周クリア後に選択可能となる「ミニゲーム」（本編のアクションパートと同じ仕様のフリー対戦モード）で背景に表示することが可能となっている。
なお、同一のシーンであっても、PS2版はWii版よりもキャラクターの露出度が抑えられている（ソニーチェック）。

## 登場人物

### 主人公
源 九朗（みなもと くろう）
声：代永翼（ラジオドラマ版）
高天原高校2年生の17歳。誕生日は2月29日。身長159cmで体重53kg、A型。くりーんきーぱー隊長に任命されるまでは特に目立たず平凡な学生生活を過ごしていた。クラス委員を決める日に欠席したせいで美化委員長に任命されてしまうが、掃除は嫌いではない。真面目だが面倒くさがりや。背が低いことがコンプレックスである。

### お掃除戦隊と精霊たち
春日野 麻里子（かすがの まりこ）
声：庄子裕衣
2年生・17歳。誕生日は4月4日。身長156cm。A型。九朗と同じクラスで幼馴染。明るくて世話好き。目立つことを嫌う。異性が苦手だが、九朗だけは例外のようである。趣味はお菓子作り。
変身後の操作方法はBボタンでホコリをロックオン後、Aボタン連打。
精霊：まりー
声：原阿久美
九朗が最初に遭遇するお掃除精霊。いつも全力全快だが、報われないことが多い。

夏川 京子（なつかわ きょうこ）
声：田村ゆかり
2年生・17歳。誕生日は7月7日。身長154cm。B型。麻里子の親友で、演劇部に所属している。性格はかなりの天然で、気分により成績が不安定になるほど。
変身後の操作方法はBボタンでホコリをロックオン後、Wiiリモコンを上下に振る。
精霊：きゃん
声：平山縁
パートナーの京子とは正反対でノリが軽く、京子のマイペースな性格に苛立ちを見せることも少なくない。「羽虫」呼ばわりされることを嫌う。

秋葉 瑠璃（あきは るり）
声：中原麻衣
1年生・16歳。誕生日は10月10日。身長168cm。A型。水泳部に所属している。ボーイッシュで行動力旺盛だが、かわいいものに目が無く特に精霊・らぴすの頬をぷにぷにすることに無上の喜びを感じている。
変身後の操作方法はBボタンでホコリをロックオン後、Wiiリモコンを左右に振る。
精霊：らぴす
声：藍川千尋
九朗たちが発見する前から瑠璃と遭遇・契約しており、強い信頼関係で結ばれている。性格は真面目だが、どこか抜けた所がある。

冬杜 あきら（ふゆもり - ）
声：酒井香奈子
3年生・18歳。誕生日は12月12日。身長129cm。O型。運動神経抜群で、裏が無く素直な性格。最年長だが九朗と同じく背が低いことがコンプレックスで、お子ちゃま呼ばわりされることを激しく嫌う。
変身後の操作方法はBボタンでホコリをロックオン後、Wiiリモコンの先端を時計回りまたは反時計回りに回転させる。
精霊：ありあ
声：雪野梨沙
テンションが高く、元気で好奇心旺盛。あきらとは似たもの同士で意気投合している。

倉木 ふみえ（くらき - ）
声：高橋美佳子
1年生・16歳。誕生日は3月3日。身長145cm。AB型。臆病なため口下手で他人と話すのが苦手。授業には出ないことが多いが普段は図書室で自習しており、成績は学年でトップクラスである。狭いところが好き。
お菓子に釣られて、本人曰く「なんとなく」ゴワルスキーに幹部待遇で入隊。しかし、後に入隊した際と同様にあっさりゴワルスキーを裏切ってくりーんきーぱーの一員となる。
変身後の操作方法はBボタンでホコリをロックオン後、Wiiリモコンを前後に抜き差しする。
精霊：あにゃ
声：高城みつ
似非中国人のような喋り方が特徴。ボケっとしていることが多く、まわりの状況に流されやすい。ありあと特に仲が良い。

### 聖スフェルミオン学園清掃委員会執行部と精霊たち
PS2版に登場。
涼月 レイナ（すずつき れいな）
声：伊藤静
艶マドンナ。誕生日は9月9日。身長167cm。B型。高天原高校の清掃具合を気にし度々訪問する。九朗の頑張りとヘタレ具合を気に入っている。
精霊：れしぃ
声：朝樹りさ
レイナのパートナー精霊。水を司る。

棗 薫子（なつめ かおるこ）
声：佐藤利奈
凛マドンナ。誕生日は2月2日。身長172cm。O型。レイナとともに高天原高校を訪問する。レイナと百合関係に思われがちだが、男子に興味がある純真乙女。
精霊：かきぃ
声：小倉唯
薫子のパートナー精霊。風を司る。

### ゴワルスキー
女王（じょうおう）
声：高橋あみか
ゴワルスキーの頂点に君臨する正体不明の人物。世界征服の第一歩として、高天原高校の隅々まで誰も掃除する気力が起きないほどに汚し尽くそうと目論んでいる。
下っ端1号（したっぱいちごう）
声：磯村知美（Wii版）、上田朱音（PS2版）
他校の女子生徒で、防寒着に身を固めたゴワルスキー構成員。高天原高校に乱入し、校内にゴミをまき散らしている。
本名は佐久間 春香（さくま はるか）だが、本名で呼ばれることを嫌っており「下っ端1号」を名乗っている。
下っ端2号（したっぱにごう）
声：古俣麻弥
他校の女子生徒で、コギャル風のゴワルスキー構成員。1号と同様、 高天原高校に乱入し校内をペンキで汚している。
本名は渋谷 ヒロ子（しぶや ヒロこ）だが、1号と同様に本名で呼ばれることを嫌い「下っ端2号」を自称。
葵（あおい）
声：寺門仁美
PS2版に登場する、和風メイドの格好をしたゴワルスキー構成員。学校を汚したくないほど気弱で泣き虫だが、おしおきが怖くて逆らえず女王に従わざるをえなくなっている。

### その他の人物
保田 百合（やすだ ゆり）
声：高橋あみか
高天原高校の養護教諭で、美化委員会の顧問。美人でおっとりした性格のため、校内の男子生徒に絶大な人気がある。
保田 スミレ（やすだ すみれ）
声：高橋あみか
PS2版に登場。整体院ストレスクリーナーに勤務する、百合の双子の姉。可愛い女の子が大好き。

## アイテム
ハンカチ以外のアイテムは、いずれもイベントで入手するがクリアに必須ではない。
ハンカチ
ゲーム開始後に入手。他のアイテムを選択しない場合、自動的に使用する。Bボタンでホコリをロックオン後、Aボタン連打。
コロコロ
ホコリを吸着するローラー。Bボタンでホコリをロックオン後、Wiiリモコンを上下に振る。
うちわ
Bボタンでホコリをロックオン後、Wiiリモコンの先端を時計回りに回転させる。
羽根ブラシ
Bボタンでホコリをロックオン後、Wiiリモコンの先端を反時計回りに回転させる。
ムチ
Bボタンでホコリをロックオン後、Wiiリモコンを左右に振る。
電動式マッサージ機
Bボタンでホコリをロックオン後、Wiiリモコンを前後に抜き差しする。

## 主題歌
サウンドトラックCDはsweeprecordより2008年5月14日発売（SRIF-1006）。
お掃除戦隊くりーんきーぱー
オープニング「きらきら×きーぱー」
歌：民安ともえ feat.TECHNO RIDER TAMMY / 作詞：Nima（LILT RECORD） / 作曲・編曲：佐宗綾子
エンディング「ポリっしゅ!」
歌：民安ともえ feat.TECHNO RIDER TAMMY / 作詞：Nima（LILT RECORD） / 作曲・編曲：佐宗綾子
お掃除戦隊くりーんきーぱーH
主題歌「はぴてんのうた☆」
歌：はぴてん♪（小倉唯、寺門仁美、朝樹りさ、上田朱音）
エンディング「さんぽ」
歌：Cheerful+Colorful

## ネットラジオ
くりきんRadio -くりーんきーぱーのラヂオはじめました-
2008年4月24日のゲーム発売日に第0回（プレ放送）を配信の後、5月8日から隔週木曜日にロックンバナナにて配信された。全7回。パーソナリティは平山縁（きゃん役）と高橋あみか（百合先生・女王役）。
はぴ☆くりRadio・はいぱー！
2009年9月10日から同年11月26日までアニメイトTVにて配信された。全12回。パーソナリティは、はぴてん♪（小倉唯（かきぃ役）、寺門仁美（葵役）、朝樹りさ（れしぃ役）、上田朱音（下っ端1号役））のメンバーが担当。